# Luehea divaricata
Luehea divaricata är en malvaväxtart som beskrevs av Carl Friedrich Philipp von Martius. Luehea divaricata ingår i släktet Luehea och familjen malvaväxter. Inga underarter finns listade i Catalogue of Life.

## Bildgalleri

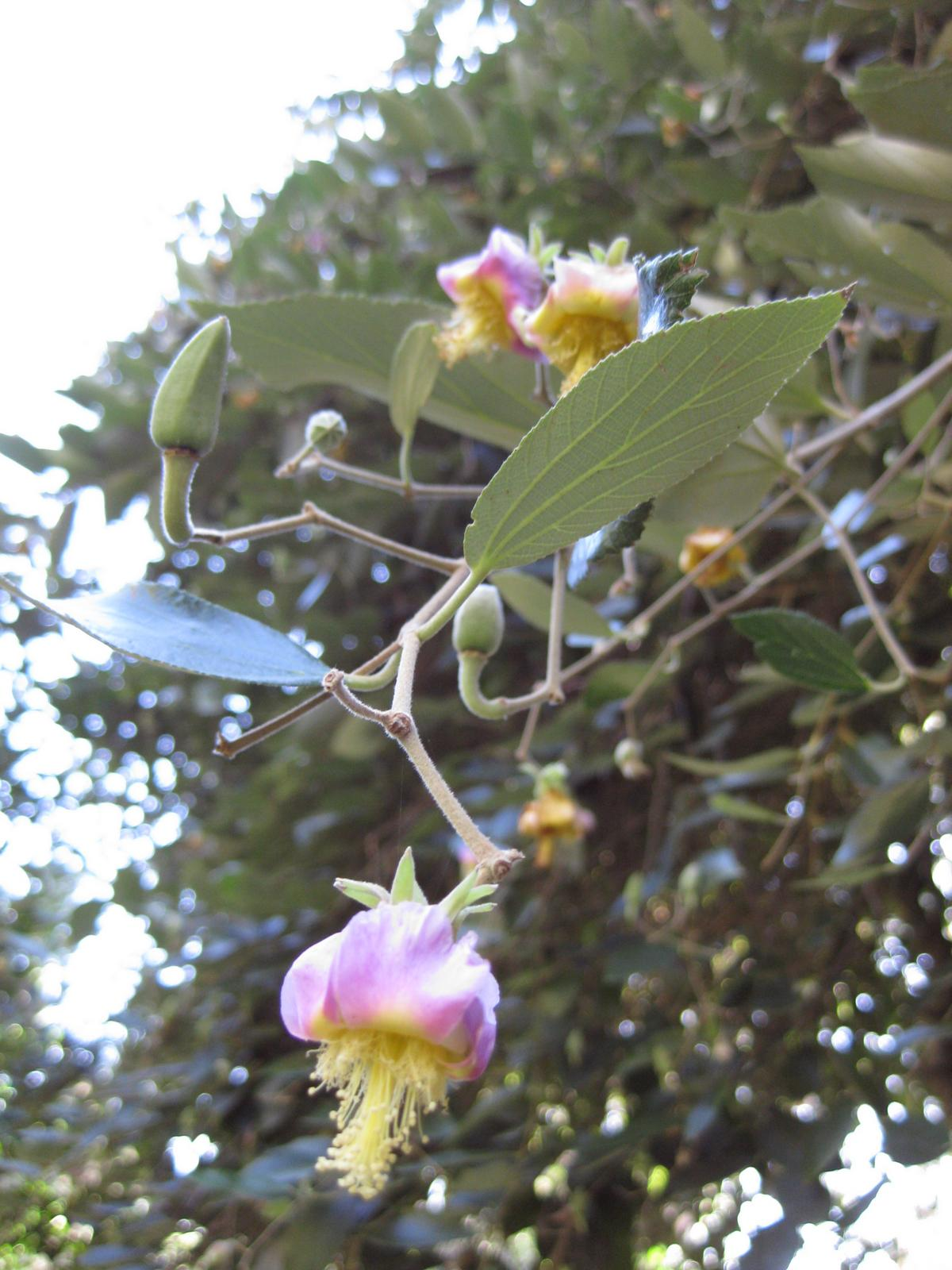
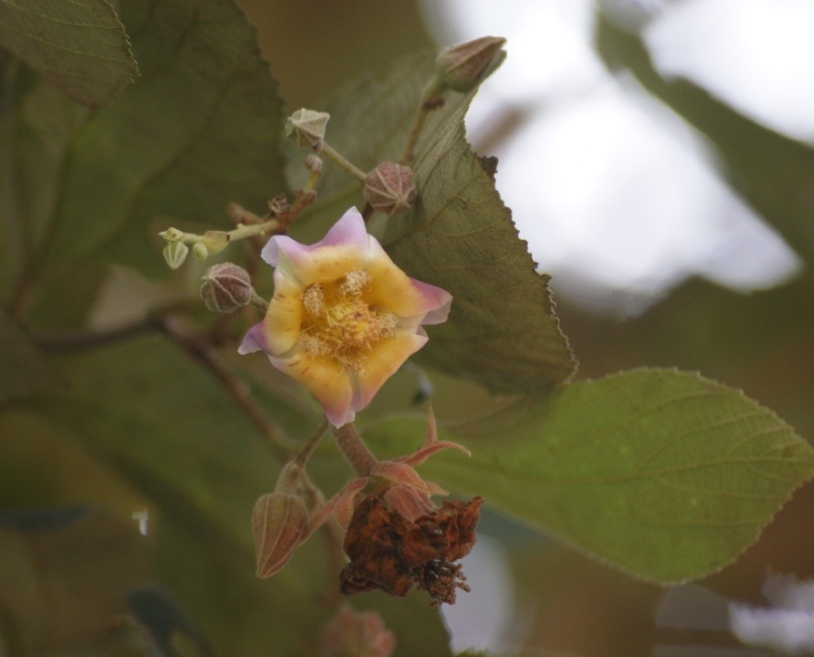
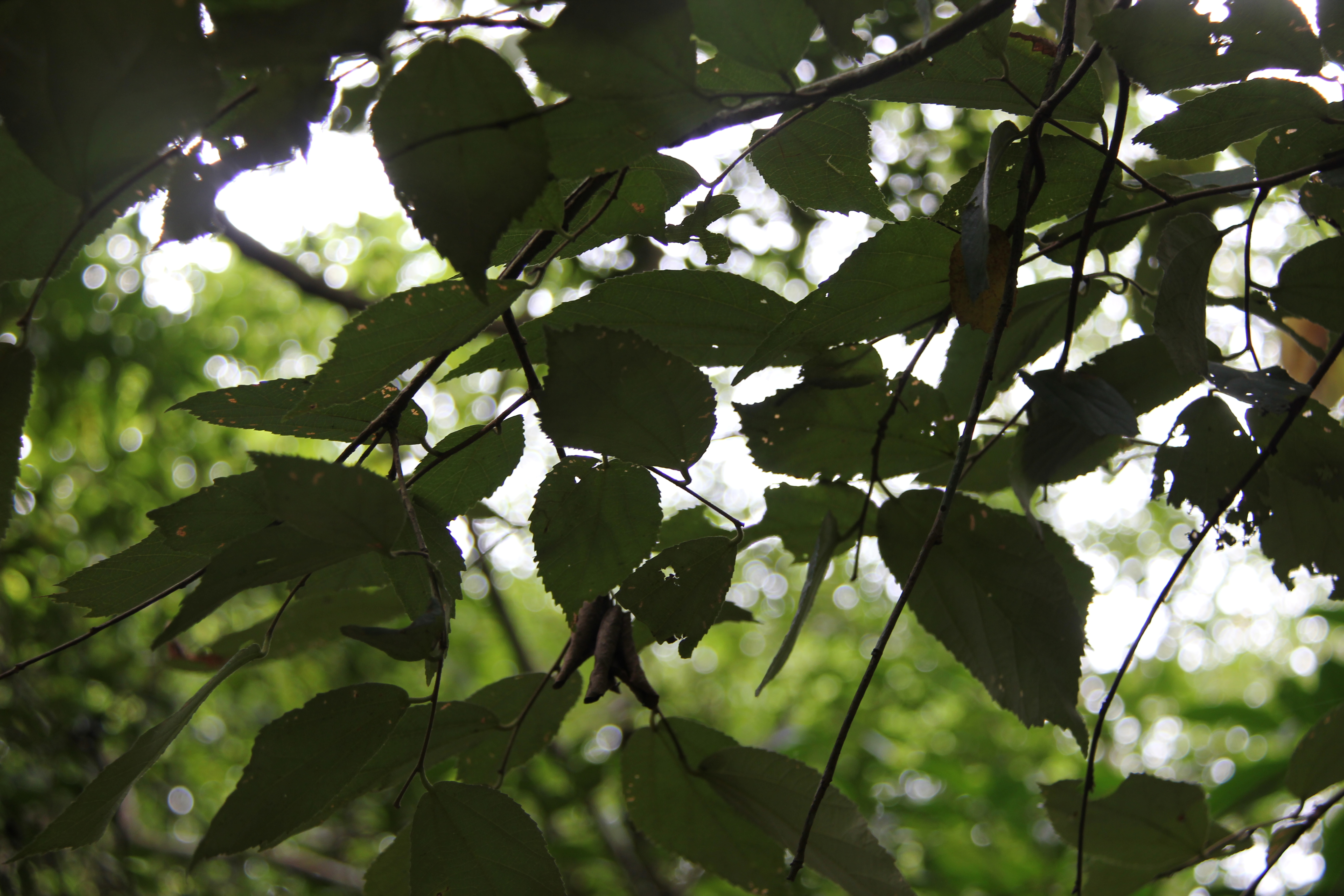